# Involutinidae
Involutinidae es una familia de foraminíferos bentónicos del orden Involutinida. Su rango cronoestratigráfico abarca desde el Pérmico hasta la Cenomaniense (Cretácico superior).

## Clasificación
Involutinidae incluye a las siguientes subfamilias y géneros:
- Subfamilia Triadodiscinae
  - Lamelliconus †
  - Triadodiscus †
- Subfamilia Aulotortinae
  - Angulodiscus †
  - Arenovidalina †
  - Auloconus †
  - Aulotortus †
  - Miliospirella †
  - Neohemigordius †
  - Pragsoconulus †
  - Pseudovidalina †
  - Asselodiscus †
- Subfamilia Triasininae
  - Paratriasina †
  - Triasina †
- Subfamilia Involutininae
  - Babelispirillina †
  - Coronipora †
  - Cylindrotrocholina †
  - Globospirillina †
  - Hensonina †
  - Hottingerella †
  - Involutina †
  - Jurella †
  - Semiinvoluta †
  - Trocholina †
  - Trochospirillina †

Otros géneros considerados en Involutinidae son:
- Altineria † de la subfamilia Aulotortinae, propuesto como sustituto de Angelina
- Angelina † de la subfamilia Aulotortinae, considerado sinónimo posterior de Pseudovidalina
- Conilia † de la subfamilia Aulotortinae, sustituido por Raphconilia y considerado sinónimo posterior de Pseudovidalina
- Coronella † de la subfamilia Involutininae, aceptado como Coronipora
- Falsodiscus † de la subfamilia Aulotortinae, considerado sinónimo posterior de Pseudovidalina
- Ichnusella † de la subfamilia Involutininae, aceptado como Trocholina
- Mesodiscus † de la subfamilia Triadodiscinae, aceptado como Triadodiscus
- Neotrocholina † de la subfamilia Involutininae, aceptado como Trocholina
- Pachyspirillina † de la subfamilia Involutininae, aceptado como Involutina
- Paratrocholina † de la subfamilia Involutininae, considerado subgénero de Trocholina, Trocholina (Paratrocholina), y aceptado como Aulotortus
- Problematina † de la subfamilia Involutininae, aceptado como Involutina
- Rakusia † de la subfamilia Aulotortinae, aceptado como Aulotortus
- Raphconilia † de la subfamilia Aulotortinae, considerado sinónimo posterior de Pseudovidalina
- Falsodiscus † de la subfamilia Aulotortinae, considerado sinónimo posterior de Pseudovidalina
- Trochonella † de la subfamilia Involutininae, considerado subgénero de Trocholina, Trocholina (Trochonella), y aceptado como Trocholina
- Xingshandiscus † de la subfamilia Aulotortinae, considerado sinónimo posterior de Pseudovidalina